# Rejon bachmucki
Rejon bachmucki – jednostka administracyjna w składzie obwodu donieckiego Ukrainy.
Powstał w 2020. Ma powierzchnię 1747,6 km² i liczy około 224,5 tysiąca mieszkańców. Siedzibą władz rejonu jest Bachmut.